# Roncherolles-sur-le-Vivier
Roncherolles-sur-le-Vivier és un municipi francès situat al departament del Sena Marítim i a la regió de Normandia. L'any 2007 tenia 1.103 habitants.

## Demografia

### Població
El 2007 la població de fet de Roncherolles-sur-le-Vivier era de 1.103 persones. Hi havia 414 famílies de les quals 56 eren unipersonals (8 homes vivint sols i 48 dones vivint soles), 169 parelles sense fills, 157 parelles amb fills i 32 famílies monoparentals amb fills.
La població ha evolucionat segons el següent gràfic:
Habitants censats

### Habitatges
El 2007 hi havia 439 habitatges, 419 eren l'habitatge principal de la família, 2 eren segones residències i 17 estaven desocupats. 418 eren cases i 19 eren apartaments. Dels 419 habitatges principals, 345 estaven ocupats pels seus propietaris, 72 estaven llogats i ocupats pels llogaters i 3 estaven cedits a títol gratuït; 6 tenien dues cambres, 24 en tenien tres, 100 en tenien quatre i 289 en tenien cinc o més. 352 habitatges disposaven pel capbaix d'una plaça de pàrquing. A 153 habitatges hi havia un automòbil i a 248 n'hi havia dos o més.

### Piràmide de població
La piràmide de població per edats i sexe el 2009 era:
| Homes | Edats   | Dones |
| ----- | ------- | ----- |
| 0     | 95 o +  | 0     |
| 0     | 90 a 94 | 0     |
| 0     | 85 a 89 | 4     |
| 0     | 80 a 84 | 0     |
| 4     | 75 a 79 | 12    |
| 24    | 70 a 74 | 28    |
| 16    | 65 a 69 | 16    |
| 24    | 60 a 64 | 16    |
| 40    | 55 a 59 | 28    |
| 68    | 50 a 54 | 64    |
| 40    | 45 a 49 | 44    |
| 36    | 40 a 44 | 44    |
| 48    | 35 a 39 | 48    |
| 36    | 30 a 34 | 36    |
| 16    | 25 a 29 | 20    |
| 36    | 20 a 24 | 4     |
| 48    | 15 a 19 | 52    |
| 48    | 10 a 14 | 28    |
| 44    | 5 a 9   | 40    |
| 44    | 0 a 4   | 36    |

## Economia
El 2007 la població en edat de treballar era de 738 persones, 495 eren actives i 243 eren inactives. De les 495 persones actives 469 estaven ocupades (243 homes i 226 dones) i 26 estaven aturades (12 homes i 14 dones). De les 243 persones inactives 137 estaven jubilades, 75 estaven estudiant i 31 estaven classificades com a «altres inactius».

### Ingressos
El 2009 a Roncherolles-sur-le-Vivier hi havia 415 unitats fiscals que integraven 1.090,5 persones, la mediana anual d'ingressos fiscals per persona era de 21.857 €.

### Activitats econòmiques
Dels 29 establiments que hi havia el 2007, 1 era d'una empresa de fabricació de material elèctric, 1 d'una empresa de fabricació d'altres productes industrials, 6 d'empreses de construcció, 5 d'empreses de comerç i reparació d'automòbils, 2 d'empreses de transport, 1 d'una empresa d'hostatgeria i restauració, 1 d'una empresa d'informació i comunicació, 2 d'empreses financeres, 1 d'una empresa immobiliària, 6 d'empreses de serveis, 2 d'entitats de l'administració pública i 1 d'una empresa classificada com a «altres activitats de serveis».
Dels 6 establiments de servei als particulars que hi havia el 2009, 1 era una funerària, 1 paleta, 1 fusteria, 1 lampisteria i 2 electricistes.
L'any 2000 a Roncherolles-sur-le-Vivier hi havia 5 explotacions agrícoles.

## Equipaments sanitaris i escolars
El 2009 hi havia 1 escola maternal i 1 escola elemental.

## Poblacions més properes
El següent diagrama mostra les poblacions més properes.